# プラトンの詩
プラトンの詩（プラトンのし）、すなわち哲学者プラトン名義の短詩（エピグラム）は、『ギリシア詞華集』や、ディオゲネス・ラエルティオス『ギリシア哲学者列伝』プラトン伝に収録されて伝わる。
詩のジャンルは、恋愛詩・哀悼詩・牧歌詩など多岐にわたり、美少年アガトンやシュラクサイのディオンに対する少年愛の詩も含まれる。もともとソクラテスに出会う前の青年期のプラトンは詩作に打ち込んでいたとされる。しかしながら、同名の二人の詩人（喜劇作家のプラトンとその2世）が近い時代に活動したこともあり、真贋の判別は困難である。詩の多くは明晰で優雅と評され、もし真作だった場合、プラトンは哲学者のみならず詩人としても優れていたことになる。
一部の詩は、アプレイウス著『弁明』(Apologia) でラテン語に訳されている。

## 一覧
※番号は沓掛良彦訳『ギリシア詞華集』のもの。
| 番号   | 名義                                         | 要約 | 備考                                                                                          |
| ------ | -------------------------------------------- | --- | --------------------------------------------------------------------------------------------- |
| 5.78   | プラトン                                     | 美少年アガトンへの恋愛詩                                                                                       | 『ギリシア哲学者列伝』にもあり。                                                              |
| 5.79   | プラトン                                     | 林檎を贈って求愛する当時の習俗を題材にした恋愛詩                                                               | 『ギリシア哲学者列伝』にもあり。                                                              |
| 5.80   | プラトン                                     | 上記の習俗を題材にした、美女クサンティッペへの恋愛詩                                                           | クサンティッペがソクラテスの妻を指すかは不明。 『ギリシア哲学者列伝』にもあり。               |
| 6.1    | プラトン                                     | ヘタイラのライスが手鏡を奉献する詩                                                                             | 偽作の可能性が高い。                                                                          |
| 6.43   | プラトン                                     | 雨蛙の銅像を奉献する詩                                                                                         |                                                                                               |
| 7.99   | プラトン                                     | シュラクサイのディオンへの愛と哀悼の詩                                                                         | 『ギリシア哲学者列伝』にもあり、ディオンの墓の碑銘詩とされる。 アプレイウスのラテン語訳あり。 |
| 7.100  | プラトン                                     | 美少年アレクシスやパイドロスの美しさを洩らしたところ恋敵が増えてしまったと嘆く詩                               | アレクシスの素性は不明。 『ギリシア哲学者列伝』にもあり。 アプレイウスのラテン語訳あり。      |
| 7.217  | アスクレピアデス                             | ヘタイラのアルケアナッサへの恋愛詩                                                                             | アルケアナッサはプラトンの愛人だった。 『ギリシア哲学者列伝』ではプラトンに帰される。         |
| 7.256  | プラトン                                     | ペルシア戦争でペルシア軍に囚われエクバタナ（実際はスサ）に連行されたエレトリア人たちの悲哀をうたった詩         |                                                                                               |
| 7.259  | プラトン                                     | 上記のエレトリア人のその後をうたった碑銘詩                                                                     | 『ギリシア哲学者列伝』にもあり。                                                              |
| 7.265  | プラトン                                     | 海の恐ろしさをうたった難波死者への碑銘詩                                                                       |                                                                                               |
| 7.268  | プラトン                                     | 同上 |                                                                                               |
| 7.269  | プラトン                                     | 同上 |                                                                                               |
| 7.669  | プラトン                                     | 「星」を意味する「アステル」という名の美少年を愛するあまり、夜空の星々をわが眼にして見つめたい、とうたう恋愛詩 | 『ギリシア哲学者列伝』にもあり、アステルはプラトンとともに天文学を学んだとされる。            |
| 7.670  | プラトン                                     | 星のように美しかった美少年への愛と哀悼の詩                                                                     | 『ギリシア哲学者列伝』にもあり。 アプレイウスのラテン語訳あり。                               |
| 9.3    | テッサロニケのアンティパトロスまたはプラトン | 胡桃の木の一人称の詩                                                                                           |                                                                                               |
| 9.13   | 喜劇作家のプラトン2世                        | 身体障害者を揶揄する、当時ありふれた類の滑稽詩                                                                 |                                                                                               |
| 9.39   | ムシキオス                                   | アフロディーテとムーサイの会話を描いた詩                                                                       | 『ギリシア哲学者列伝』ではプラトンに帰される。                                                |
| 9.44   | スタテュリウス・フラックスまたはプラトン     | 金を拾得した男が置いていった端綱で、その金の持ち主だった男が首吊り自殺した、という滑稽詩                       | 『ギリシア哲学者列伝』ではプラトンに帰される。                                                |
| 9.45   | スタテュリウス・フラックス                   | 同上 |                                                                                               |
| 9.51   | プラトン                                     | 悠久の時間は全てを変化させるという哲学的述懐詩                                                                 |                                                                                               |
| 9.359  | ポセイディッポスまたは喜劇作家のプラトン     | 生まれてこないほうが良かった、という厭世主義・反出生主義の詩                                                   | 同様の詩は古代ギリシアではテオグニスに遡る。                                                  |
| 9.506  | プラトン                                     | サッポーを十番目のムーサとする頌詩                                                                             |                                                                                               |
| 9.747  | プラトン                                     | 牛が描かれた碧玉のエクフラシス詩                                                                               |                                                                                               |
| 9.748  | 喜劇作家のプラトン2世                        | ディオニュソスが描かれたアメジストのエクフラシス詩                                                             | 原語では駄洒落になっている。                                                                  |
| 9.751  | 喜劇作家のプラトン2世                        | アポロンとダフネが描かれた石のエクフラシス詩                                                                   | 原語では駄洒落になっている。                                                                  |
| 9.823  | プラトン                                     | ドリュアスやパーンが司る田園の情景をうたった牧歌詩                                                             |                                                                                               |
| 9.826  | プラトン                                     | 井戸横にあるサテュロス像のエクフラシス的牧歌詩                                                                 |                                                                                               |
| 16.13  | プラトン                                     | 松の木陰に腰をおろす牧歌詩                                                                                     |                                                                                               |
| 16.160 | プラトン                                     | プラクシテレスが彫ったアフロディーテ像（クニドスのアプロディーテ）のエクフラシス詩                             |                                                                                               |
| 16.161 | プラトン                                     | 同上 |                                                                                               |
| 16.210 | プラトン                                     | 森の中のエロス像のエクフラシス詩                                                                               | 名義はプラトンだが別人の作と推定される。                                                      |
| 16.248 | 喜劇作家のプラトン2世                        | 銀の酒杯に彫られたサテュロス像のエクフラシス詩                                                                 |                                                                                               |

## 日本語訳
- 『ギリシア詞華集』
  - 沓掛良彦『ギリシア詞華集 1』京都大学学術出版会〈西洋古典叢書〉、2015年7月。ISBN 9784876989119。（原著1-6巻）
  - 沓掛良彦『ギリシア詞華集 2』京都大学学術出版会〈西洋古典叢書〉、2016年3月。ISBN 9784876989164。（原著7-8巻）
  - 沓掛良彦『ギリシア詞華集 3』京都大学学術出版会〈西洋古典叢書〉、2016年10月。ISBN 9784814000326。（原著9-11巻）
  - 沓掛良彦『ギリシア詞華集 4』京都大学学術出版会〈西洋古典叢書〉、2017年2月。ISBN 9784814000357。（原著12-16巻）
- 『ギリシア哲学者列伝』- 「第3巻 プラトン伝」
  - 加来彰俊訳『ギリシア哲学者列伝 上』岩波書店〈岩波文庫〉、1984年。ISBN 978-4003366318
  - 木下昌巳訳「プラトン伝」、中畑正志編『プラトン哲学入門』京都大学学術出版会〈西洋古典叢書〉、2008年。ISBN 9784876981809
  - 村治能就訳「プラトン」、山本光雄編『プラトン全集 別巻』角川書店、1977年。ISBN 978-4045109119

## 関連文献
- 松平千秋「プラトンの詩」『プラトン全集 月報5』岩波書店、1974年。NDLJP:12216639/25（再録:『ホメロスとヘロドトス : ギリシア文学論考』筑摩書房、1985年）